# Cercle chromatique
Pour les articles homonymes, voir Cercle (homonymie).

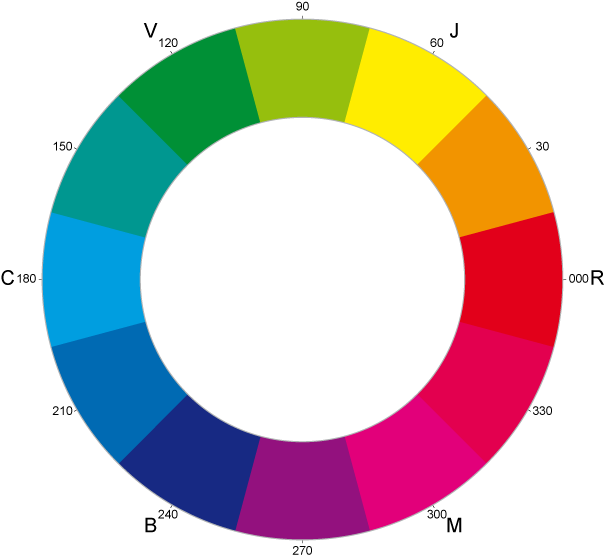
Cercle chromatique avec graduation de l'angle pour définir la teinte

Un cercle chromatique est une représentation ordonnée des couleurs, utilisée en peinture, en teinturerie, en design industriel, en mode, en arts graphiques. Les couleurs se succèdent dans l'ordre de celles de l'arc-en-ciel, la fermeture s'effectuant par une transition du rouge au violet en passant par les pourpres.
Un cercle chromatique présente en général les couleurs sous forme discontinue, des arcs de cercles égaux étant consacrés à chacune des nuances. Il arrive quelquefois qu'on utilise tout le disque pour présenter les mélanges variant soit en saturation, soit en intensité.

## Caractéristiques
Le cercle chromatique a pour objet de structurer la perception des couleurs, en les mettant en relation dans un système. Son intérêt réside dans sa caractéristique commune :

Dans un cercle chromatique, on procède d'une couleur à l'autre par des gradations insensibles, la couleur restant vive et pure.
L'ordre des couleurs qui permet cette propriété est invariable ; la position de chacune d'elles dépend des principes qui ont présidé à sa construction.
Le cercle chromatique illustre et renforce une appréciation de la vision qui oppose le coloré à l’incolore. Cette appréciation n'est pas la seule possible. Les anciens, comme Aristote, classaient les couleurs sur une échelle allant du noir au blanc, avec le bleu ciel et le bleu profond, considérés comme deux couleurs différentes, en deux endroits de l'échelle. Le cercle chromatique sépare l'appréciation de la couleur de celle de la valeur. Il constitue donc graphiquement une théorie des couleurs : il est une forme symbolique au sens de Cassirer, c'est-à-dire un procédé de représentation de la réalité qui en transforme la perception.
Le cercle chromatique organise les couleurs pures. La construction d'un cercle chromatique dépend donc aussi de l'expérience du mélange des couleurs, puisqu'on appelle couleur pure une couleur qu'on ne peut imiter ou approcher par un mélange d'autres couleurs, qu'il s'agisse de mélange de lumières colorées (synthèse additive) ou de mélange de pigments (synthèse soustractive). Les cultures graphiques qui se sont peu intéressées au mélange n'avaient pas de raison de construire des cercles chromatiques, et la construction de ces cercles a contribué à l'intérêt pour les couleurs, leur mélange et leur juxtaposition. Au XXe siècle, le peintre Delaunay fait du cercle chromatique le sujet de ses tableaux.
Le cercle chromatique place toutes les couleurs pures sur un pied d'égalité. Aucune couleur n'a de statut particulier, au contraire de ce qui se passe dans les dispositions soit en ligne, comme celles inspirées d'Aristote ou sur la palette des peintres, soit en triangle, comme celles inspirées de Goethe, de Field ou de Maxwell.

### Cercles chromatiques d'artistes

Le cercle chromatique de Johannes Itten associe le cercle au triangle des primaires.

Les cercles chromatiques d'artistes sont basés sur les relations qu'ils perçoivent entre les couleurs. Souvent, le rouge s'oppose au vert, et perpendiculairement le violet au jaune, comme dans le Traité des couleurs de Goethe, également concepteur d'un cercle chromatique. « Le cercle chromatique est un élément fondamental de l'enseignement esthétique des couleurs, car il représente le classement des couleurs » écrit Johannes Itten.
Ils sont en général construits à partir d'une théorie de la couleur basée sur les contrastes autant que sur les transitions entre couleurs proches, avec une propriété débouchant sur des procédés pour l'emploi des couleurs :

La complémentaire d'une couleur lui est diamétralement opposée.
Ce repérage débouche sur deux applications : la construction du tableau par opposition de masses de couleurs complémentaires, et l'obtention des tons rompus notamment pour les ombres, par mélange de ces couleurs.
Les cercles chromatiques d'artistes et d'enseignants de l'art sont souvent aussi conçus avec le soin de leur effet esthétique.
Ces cercles ne sont pas seulement des constructions théoriques ; les artistes les construisent à partir de leurs expériences avec les couleurs matérielles effectivement disponibles, dont ils notent quelquefois avec précision les mélanges pour obtenir des teintes effectivement et pratiquement complémentaires.
Certains artistes et enseignants comme Johannes Itten ont cherché à concilier le cercle chromatique avec le triangle de leur tradition artistique, basé sur la prééminence de certaines couleurs, un rouge carminé, un jaune franc, un bleu franc, en combinant les deux formes dans un diagramme où le triangle cloue le cercle en place, indiquant les couleurs primaires.
D'autres enseignants préfèrent rappeler les insuffisances des cercles chromatiques, qui présentent les couleurs vues plutôt que les façons de les obtenir. Les couleurs de surface s'obtiennent par des colorants. Les peintures utilisent des pigments très divers, permettant d'atteindre bien plus de couleurs qu'avec ceux de la quadrichromie, et avec plus de facilité. Le mélange de ces « couleurs matérielles » ne donne pas toujours exactement les résultats qu'on attendrait en considérant le cercle chromatique. La couleur qu'on obtient par un mélange de pigments résulte de la multiplication de leurs spectres d'absorption, alors que la théorie à la base du cercle chromatique considère l'addition des spectres de réflexion. Mélanger des pigments dont les couleurs, à l'état pur, sont complémentaires, ne résulte pas nécessairement en un gris neutre. Inversement, les couleurs de pigments purs pouvant donner par mélange un gris ne sont pas forcément rigoureusement complémentaires. De plus, le cercle chromatique néglige des caractères importants pour l'usage des pigments, leur opacité, ainsi que leur pouvoir colorant.

### Cercles chromatiques techniques

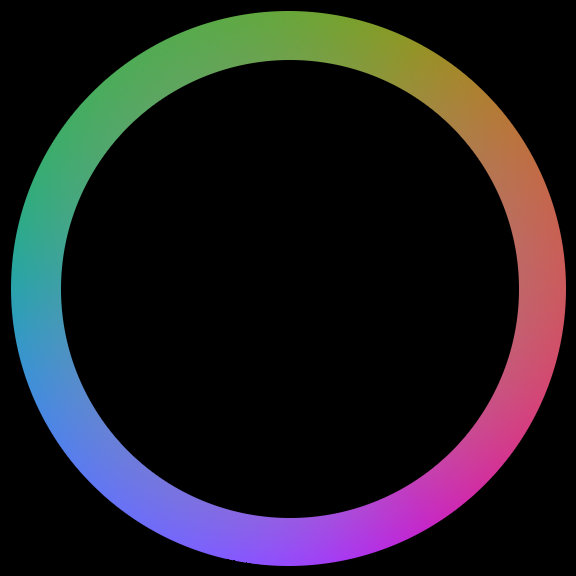
Cercle chromatique construit informatiquement.

Si le cercle chromatique est conçu pour un système de synthèse des couleurs, il respecte strictement les règles de couleur du système :
- Les couleurs primaires de la synthèse additive, un rouge, un vert et un bleu[c] sont situées à 120° les unes des autres.
- Les couleurs fondamentales qui leur sont associées pour la synthèse soustractive alternent avec les couleurs primaires, qui sont leurs complémentaires, et sont donc aussi situées à 120° les unes des autres.

Ce genre de cercle est à la base des présentations Teinte saturation lumière des couleurs infographiques.

### Cercles chromatiques perceptuels

#### Chevreul

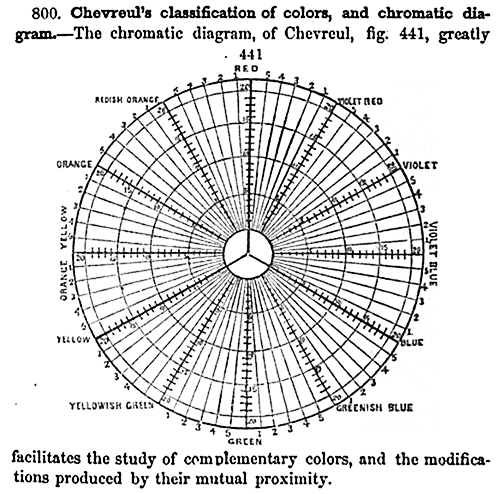
Cercle chromatique de Chevreul

Le chimiste Chevreul utilisera une représentation circulaire, basée sur celle des artistes, mais reliée à des évaluations visuelles et comparant les teintes à celles repérées sur le spectre grâce aux raies de Fraunhofer. Il décrit et utilise son atlas de couleurs destiné à identifier les fils pour la tapisserie à partir de 1839. Cette classification physico-chimique de la couleur pigmentaire a eu un grand impact sur l'esthétique dans les arts plastiques et le design par la théorie harmonique des couleurs complémentaires.
Pour tenir compte de la clarté et de la chromaticité, Chevreul ajoute aux teintes pures des quantités de blanc et de noir, et développe le cercle chromatique en une sphère.

#### Hering

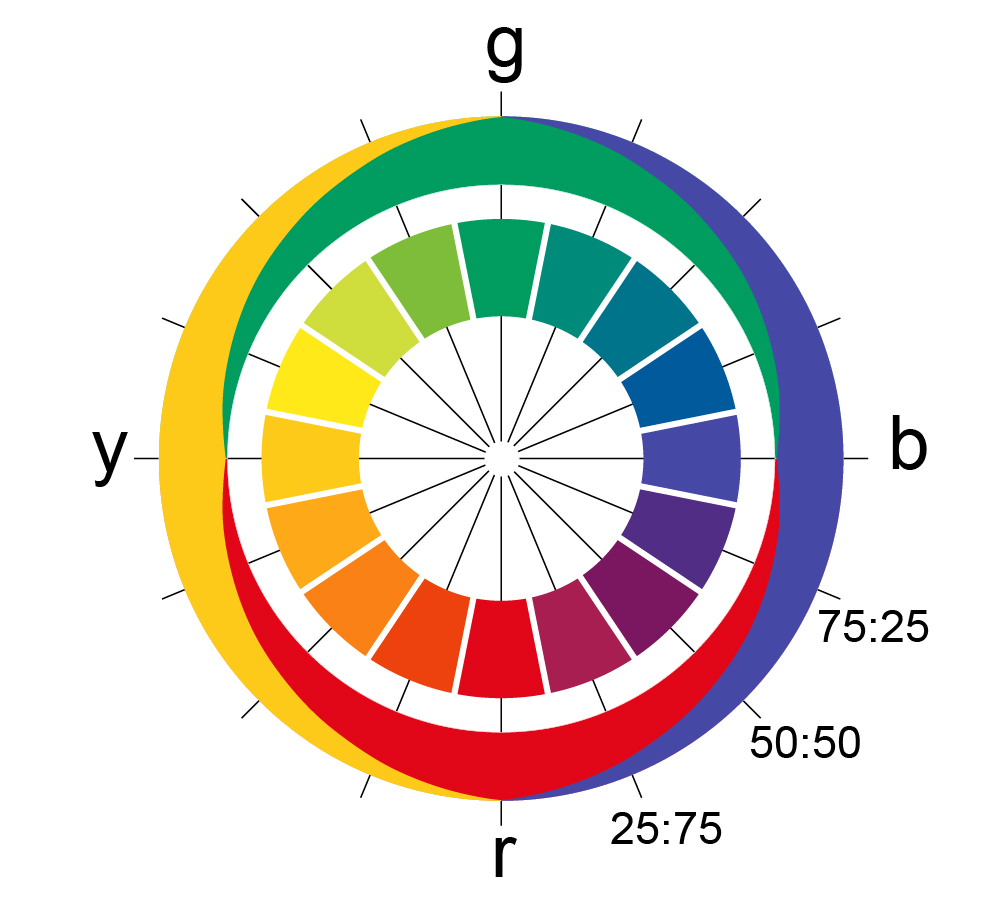
Cercle chromatique de Hering

Le psychologue expérimental Ewald Hering construit au milieu du XIXe siècle son disque à partir de l'opposition de certaines couleurs. Si un rouge peut « tirer sur le jaune », si on peut décrire une couleur comme un « vert bleuâtre », deux paires de champs chromatiques s'opposent : il ne peut exister de « vert rougeâtre » ni de bleu tirant vers le jaune. Il place donc ces quatre couleurs sur deux axes perpendiculaires. Cette disposition diffère nettement des constructions basées sur la synthèse trichrome des couleurs. Des recherches physiologiques au XXe siècle ont confirmé que c'est de cette manière que l'œil transmet au cerveau les informations de couleur.

#### Munsell

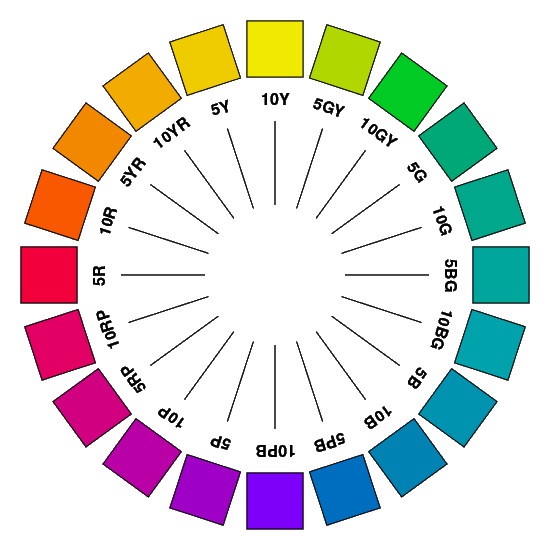
Cercle chromatique de Munsell

Le cercle chromatique du nuancier de Munsell place les couleurs de façon à égaliser les écarts perceptuels entre les secteurs. Il organise les couleurs suivant cinq teintes de base, rouge, jaune, vert, bleu et pourpre. Avec les intermédiaires rouge-jaune, vert-jaune, bleu-vert, bleu-violet, rouge-pourpre, il obtient dix dénominations de couleurs, dont un nombre de 1 à 10 précise la teinte. Ce nuancier est d'usage fréquent dans le design.

## Historique
Robert Fludd présenta dans une œuvre médicale le premier cercle chromatique imprimé. Dans son Opticks (1704), Isaac Newton place dans leur ordre les couleurs de la décomposition de la lumière blanche par un prisme à la périphérie d'un disque et le gris au centre. Dans cette disposition qui anticipe les principes d'un diagramme de chromaticité, le commentaire indique qu'une couleur composée doit se trouver au barycentre de ses composantes,.
En 1708, Claude Boutet, peintre et enseignant en peinture, crée des manuels tentant de faire le tour complet des techniques picturales : proportions, composition, mais aussi où trouver des pigments dans la nature, comment les transformer et les utiliser. Il y décrit deux cercles chromatiques, un à sept couleurs, et un autre de douze couleurs, plus complet et plus proche des cercles chromatiques que l'on trouve aujourd'hui dans les ateliers de peinture. Goethe élabore sur ce motif dans son Traité des couleurs.
Le chimiste Chevreul, refusant, par principe, d'accepter sans vérification expérimentale la prééminence des couleurs primaires des artistes, résultant en une disposition en triangle, pose les couleurs à égalité sur un cercle, divisé, par commodité, en 72 sections. Constatant la continuité des couleurs, il cherche à établir des types auxquels comparer les couleurs, et définit à partir de la perception la notion de couleur complémentaire.
Le critique d'art positiviste Charles Henry a recherché, par des études sur les temps de réaction à la présentation des couleurs, un fondement scientifique aux positions des couleurs sur le cercle de Chevreul. Son cercle chromatique, bien que présentant une graduation de longueurs d'onde en progression géométrique, était cependant réalisé avec des pigments. Sa théorie de la couleur, issus d'une lecture personnelle de l'enseignement de Chevreul, a influencé les artistes peintres, qui commencent, à partir de Delacroix, à raisonner la couleur en termes de complémentaires.
À partir du milieu du XIXe siècle, les représentations ordonnées de couleurs sont généralement en forme de cercle ou de disque quand elles ne se basent pas sur la synthèse trichrome.

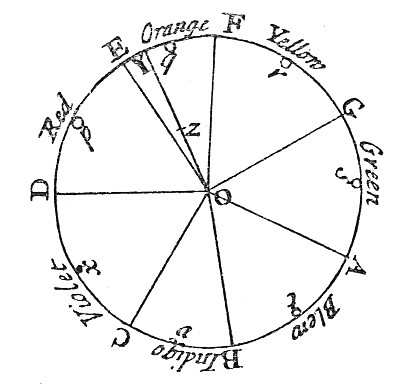
Disque chromatique de Newton tiré de Opticks.
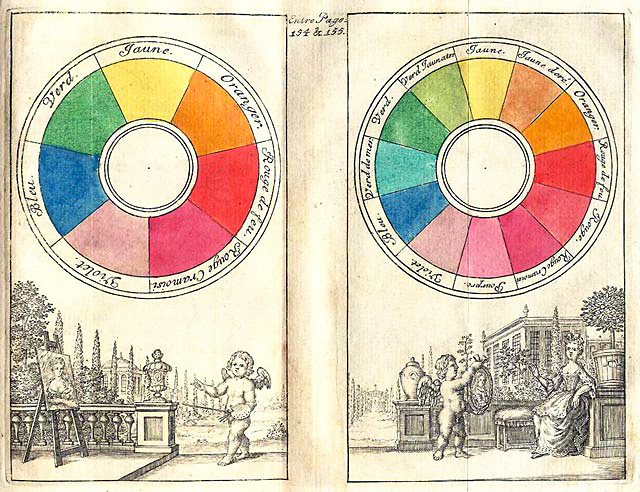
Cercles chromatiques de Claude Boutet en 1708.
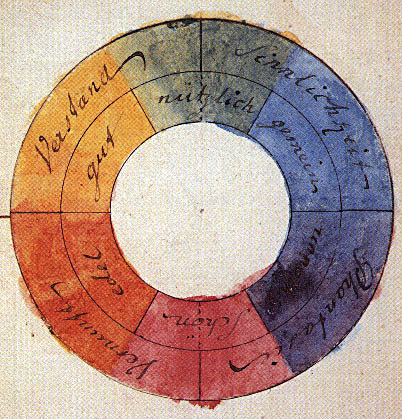
Cercle chromatique de Goethe en 1810.